# Euroscoop

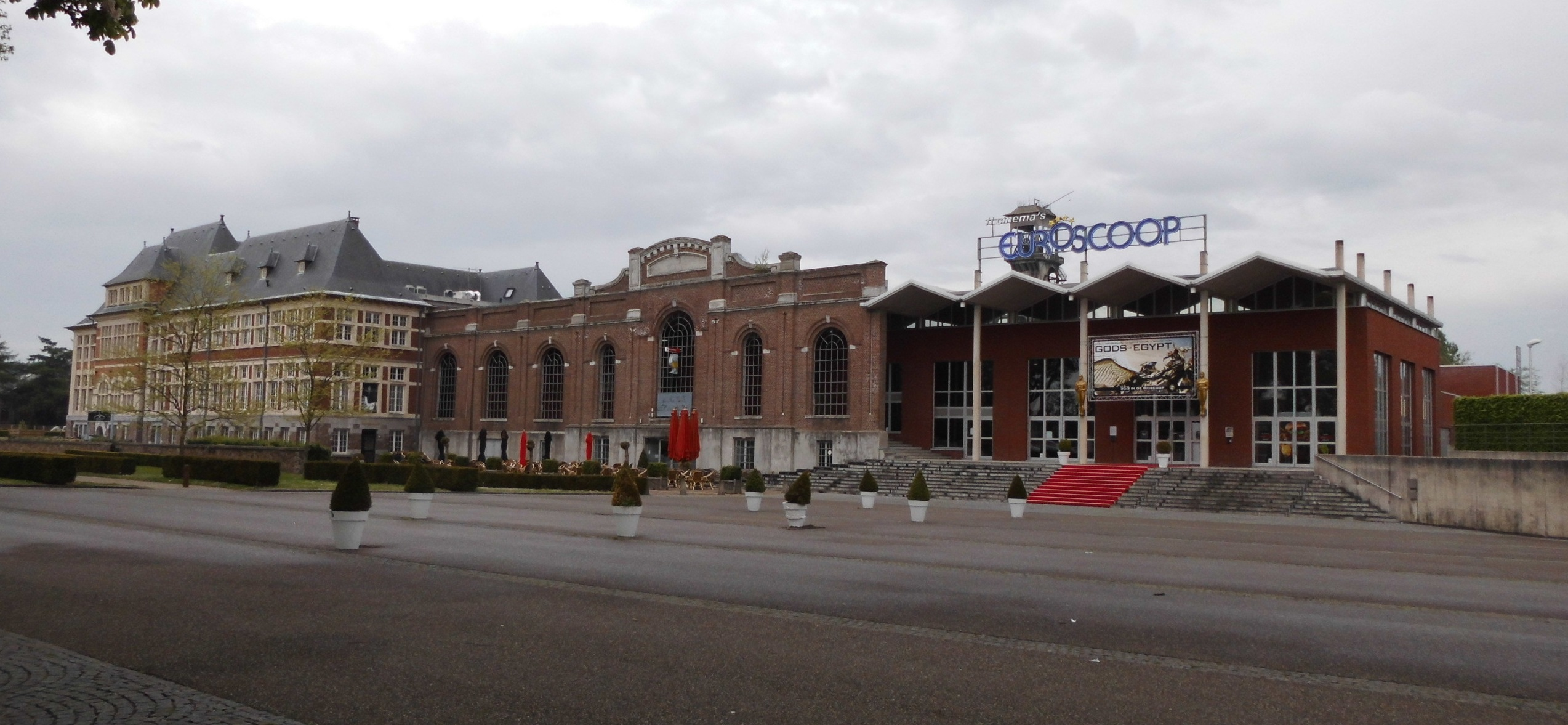
Euroscoop op de voormalige mijnsite van Eisden in Maasmechelen

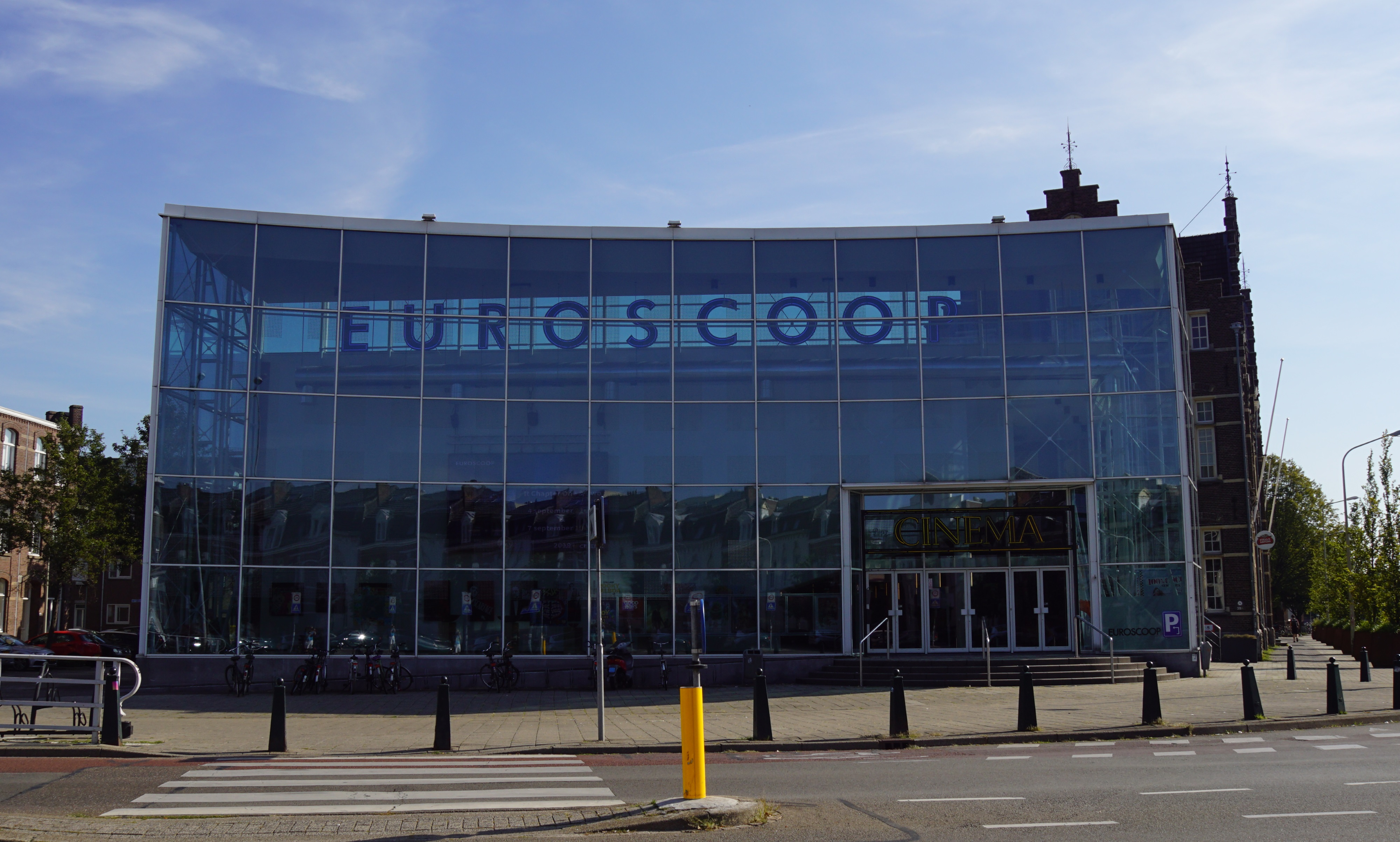
Euroscoop Maastricht

Euroscoop was een Belgisch bedrijf dat bioscoopcomplexen exploiteerde. Het had zes vestigingen in België en drie in Nederland.

## Geschiedenis
In november 2019 werd Euroscoop overgenomen door de Franse cinemagroep Pathé. Op dat moment telden de Euroscoop-bioscopen 91 zalen en ongeveer 19.000 zetels. Naast negen bestaande bioscopen (zes in België, drie in Nederland) werd op dat moment ook gewerkt aan de opening van twee bioscopen in Amsterdam en Den Haag.

## Overzicht Euroscoop-vestigingen

### Belgische vestigingen
- Acinapolis Namen
- Cinéscope Louvain-la-Neuve

- Euroscoop Genk
- Euroscoop Lanaken
- Euroscoop Maasmechelen
- Siniscoop Sint-Niklaas

### Nederlandse vestigingen
- Euroscoop Maastricht
- Pathé Euroscoop Stappegoor (voorheen Euroscoop Tilburg)
- Euroscoop Schiedam
- Euroscoop Amsterdam Noord (in aanbouw bij overname)
- Pathé Euroscoop Den Haag-Ypenburg (in aanbouw)[3]

## Evenementen
Naast vele avant-premières in brede vorm (gewone avant-première, marathon of fandag) organiseerde het bedrijf ook doelgroepgerichte evenementen zoals: 
- Ladies’ Night
- Seniorennamiddag
- Ontbijtcinema